# Cantonul Brest-Plouzané
Cantonul Brest-Plouzané este un canton din arondismentul Brest, departamentul Finistère, regiunea Bretania, Franța.

## Comune
- Brest (parțial, reședință)
- Plouzané